# ITF Women’s Circuit 2012 (Januar–März)
In den folgenden Tabellen werden die Tennisturniere des ersten Quartals des ITF Women’s Circuit 2012 dargestellt.

## Turnierplan
| Kategorien |
| ---------- |
| $100.000   |
| $75.000    |
| $50.000    |
| $25.000    |
| $15.000    |
| $10.000    |

### Januar
| Datum 1 | Turnierort          | Siegerin Einzel     | Siegerinnen Doppel                           |
| ------- | ------------------- | ------------------- | -------------------------------------------- |
| 02.01.  | Quanzhou            | Kimiko Date-Krumm   | Chan Hao-ching Rika Fujiwara                 |
| 09.01.  | Pingguo             | Zhao Yijing         | Kao Shao-yuan Zhao Yijing                    |
| 09.01.  | Innisbrook          | Grace Min           | Darja Kustawa Raluca Olaru                   |
| 09.01.  | Saint Martin        | Yamin Schnack       | Shérazad Benamar Brandy Mina                 |
| 09.01.  | Glasgow             | Alison Van Uytvanck | Anna Fitzpatrick Samantha Murray             |
| 09.01.  | Antalya             | Sopia Kwazabaia     | Anastassija Frolowa Jewgenija Paschkowa      |
| 16.01.  | Plantation          | Lauren Davis        | Catalina Castaño Laura Thorpe                |
| 16.01.  | Le Gosier           | Amandine Hesse      | Whitney Jones Yasmin Schnack                 |
| 16.01.  | Stuttgart-Stammheim | Tereza Smitková     | Paula Kania Xenija Lykina                    |
| 16.01.  | Coimbra             | Uljana Aisatulina   | Lucia Butkovská Ulrikke Eikeri               |
| 16.01.  | Sutton              | Richèl Hogenkamp    | Amy Bowtell Quirine Lemoine                  |
| 16.01.  | Antalya             | Sopia Kwazabaia     | Cristina Dinu Andreea Mitu                   |
| 23.01.  | Andrézieux-Bouthéon | Kristýna Plíšková   | Karolína Plíšková Kristýna Plíšková          |
| 23.01.  | Kaarst              | Dinah Pfizenmaier   | Margarita Gasparjan Anna Smolina             |
| 23.01.  | Coimbra             | Ulrikke Eikeri      | Lucia Butkovská Ulrikke Eikeri               |
| 23.01.  | Majorca             | Anastasia Grymalska | Anastasia Grymalska Barbara Sobaszkiewicz    |
| 23.01.  | Antalya             | Cristina Dinu       | Cristina Dinu Andreea Mitu                   |
| 30.01.  | Grenoble            | Karolína Plíšková   | Karolína Plíšková Kristýna Plíšková          |
| 30.01.  | Sunderland          | Sarah Gronert       | Justyna Jegiołka Diāna Marcinkēviča          |
| 30.01.  | Rancho Santa Fe     | Julia Boserup       | Maria Sanchez Yasmin Schnack                 |
| 30.01.  | Burnie              | Olivia Rogowska     | Arina Rodionowa Melanie South                |
| 30.01.  | Majorca             | Sopia Kwazabaia     | Yvonne Cavalle-Reimers Lucía Cervera Vázquez |
| 30.01.  | Antalya             | Daniëlle Harmsen    | Diana Enache Daniëlle Harmsen                |

### Februar
| Datum 1 | Turnierort                              | Siegerin Einzel           | Siegerinnen Doppel                      |
| ------- | --------------------------------------- | ------------------------- | --------------------------------------- |
| 06.02.  | Cali Copa Bionaire 2012                 | Alexandra Dulgheru        | Karin Knapp Mandy Minella               |
| 06.02.  | Midland Dow Corning Tennis Classic 2012 | Wolha Hawarzowa           | Andrea Hlaváčková Lucie Hradecká        |
| 06.02.  | Rancho Mirage                           | Johanna Konta             | Ekaterine Gorgodse Sopia Schapatawa     |
| 06.02.  | Launceston                              | Julija Putinzewa          | Shūko Aoyama Kotomi Takahata            |
| 06.02.  | Riviera de Sao Laurenco                 | Roxane Vaisemberg         | Mailen Auroux María Irigoyen            |
| 06.02.  | Scharm asch-Schaich                     | Venise Chan               | Natela Dsalamidse Khristina Kazimova    |
| 06.02.  | Vale do Lobo                            | Estelle Guisard           | Nikoa Horáková Tereza Malíková          |
| 06.02.  | Antalya                                 | Cristina Dinu             | Diana Enache Daniëlle Harmsen           |
| 13.02.  | Surprise                                | Michelle Larcher de Brito | Maria Sanchez Yasmin Schnack            |
| 13.02.  | Rabat                                   | Jasmina Tinjić            | Jana Čepelová Réka-Luca Jani            |
| 13.02.  | Sydney                                  | Ashleigh Barty            | Arina Rodionowa Melanie South           |
| 13.02.  | Leimen                                  | Melanie Klaffner          | Anna-Lena Friedsam Julia Kimmelmann     |
| 13.02.  | Scharm asch-Schaich                     | Natela Dsalamidse         | Indiri Akiki Anastasia Kharachenko      |
| 13.02.  | Tallinn                                 | Amy Bowtell               | Lucia Butkovská Eva Wacanno             |
| 13.02.  | Linköping                               | Marta Sirotkina           | Dejana Raickovic Alina Wessel           |
| 13.02.  | Antalya                                 | Julija Bejhelsymer        | Yang Zhaoyuan Zhang Kailin              |
| 13.02.  | Portimão                                | Justine Ozga              | Nikola Horáková Tereza Malíková         |
| 20.02.  | Mildura                                 | Ashleigh Barty            | Mervana Jugić-Salkić Xenija Lykina      |
| 20.02.  | Moskau                                  | Annika Beck               | Oksana Kalaschnikowa Marta Sirotkina    |
| 20.02.  | Mâcon                                   | Maryna Zanevska           | Giulia Gatto-Monticone Michaela Hončová |
| 20.02.  | Scharm asch-Schaich                     | Ksenija Kirillowa         | Natela Dsalamidse Khristina Kazimova    |
| 20.02.  | Tallinn                                 | Anett Kontaveit           | Lou Brouleau Aljaksandra Sasnowitsch    |
| 20.02.  | Heidelberg                              | Quirine Lemoine           | Amy Bowtell Quirine Lemoine             |
| 20.02.  | Antalya                                 | Andreea Mitu              | Julija Bejhelsymer Ksenija Mileuskaja   |
| 27.02.  | Wellington                              | Duan Yingying             | Anna Fitzpatrick Chanel Simmonds        |
| 27.02.  | Bron                                    | Maryna Zanevska           | Diāna Marcinkēviča Despina Papamichail  |
| 27.02.  | Antalya                                 | Ana Savić                 | Claudia Giovine Anne Schäfer            |

### März
| Datum 1 | Turnierort                           | Siegerin Einzel           | Siegerinnen Doppel                           |
| ------- | ------------------------------------ | ------------------------- | -------------------------------------------- |
| 05.03.  | Fort Walton Beach                    | Madison Brengle           | Madison Brengle Paula Kania                  |
| 05.03.  | Irapuato                             | Kiki Bertens              | Janette Husárová Katalin Marosi              |
| 05.03.  | Dijon                                | Maryna Zanevska           | Diāna Marcinkēviča Despina Papamichail       |
| 05.03.  | Aurangabad                           | Dalila Jakupović          | Dalila Jakupović Sarah-Rebecca Sekulic       |
| 05.03.  | Antalya                              | Ana Savić                 | Cristina Dinu Diana Enache                   |
| 12.03.  | Nassau The Bahamas Women’s Open 2012 | Aleksandra Wozniak        | Janette Husárová Katalin Marosi              |
| 12.03.  | Clearwater                           | Garbiñe Muguruza          | Ekaterine Gorgodse Alona Sotnykowa           |
| 12.03.  | Poza Rica                            | Jaroslawa Schwedowa       | Jana Čepelová Lenka Wienerová                |
| 12.03.  | Sanya                                | Wang Qiang                | Erika Sema Zheng Saisai                      |
| 12.03.  | Miyazaki                             | Makoto Ninomiya           | Akari Inoue Hiroko Kuwata                    |
| 12.03.  | Mumbai                               | Jovana Jakšić             | Peangtarn Plipuech Varunya Wongteanchai      |
| 12.03.  | Astana                               | Anna-Lena Friedsam        | Jewgenija Paschkowa Anastassija Wassyljewa   |
| 12.03.  | Amiens                               | Isabella Schinikowa       | Bernice van de Velde Nicolette van Uitert    |
| 12.03.  | Madrid                               | Estelle Guisard           | Pilar Domínguez López Isabel Rapisarda Calvo |
| 12.03.  | Bath                                 | Tereza Smitková           | Samantha Murray Emily Webley-Smith           |
| 12.03.  | Antalya                              | Ana Savić                 | Gioia Barbieri Anastasia Grymalska           |
| 19.03.  | Almaty                               | Anastassija Wassyljewa    | Oksana Kalaschnikowa Jewgenija Paschkowa     |
| 19.03.  | Bangalore                            | Donna Vekić               | Tamaryn Hendler Melanie Klaffner             |
| 19.03.  | Moskau                               | Margarita Gasparjan       | Margarita Gasparjan Anna Arina Marenko       |
| 19.03.  | Bath                                 | Kiki Bertens              | Tatjana Malek Stephanie Vogt                 |
| 19.03.  | Phuket                               | Dinah Pfizenmaier         | Natela Dsalamidse Marta Sirotkina            |
| 19.03.  | La Marsa                             | Elina Switolina           | Ulrikke Eikeri Isabella Schinikowa           |
| 19.03.  | Ipswich                              | Sandra Zaniewska          | Monique Adamczak Sandra Zaniewska            |
| 19.03.  | Kōfu                                 | Hiroko Kuwata             | Ayumi Oka Kotomi Takahata                    |
| 19.03.  | Antalya                              | Ana Savić                 | Evelyn Mayr Julia Mayr                       |
| 19.03.  | Gonesse                              | Iryna Brémond             | Karin Morgošová Lenka Tvarošková             |
| 19.03.  | Metepec                              | Zuzana Zlochová           | Elizabeth Ferris Nicole Melichar             |
| 19.03.  | Madrid                               | Sara Sorribes Tormo       | Jana Jandová Sandra Martinović               |
| 19.03.  | Rancagua                             | Daniela Seguel            | Patricia Kú Flores Daniela Seguel            |
| 26.03.  | Osprey                               | Arantxa Rus               | Lindsay Lee-Waters Megan Moulton-Levy        |
| 26.03.  | Phuket                               | Marta Sirotkina           | Noppawan Lertcheewakarn Zheng Saisai         |
| 26.03.  | Bundaberg                            | Sandra Zaniewska          | Shuko Aoyama Junri Namigata                  |
| 26.03.  | Nishitama-gun                        | Akiko Yonemura            | Eri Hozumi Remi Tezuka                       |
| 26.03.  | Antalya                              | Anna Karolína Schmiedlová | Anamika Bhargava Sylvia Krywacz              |
| 26.03.  | Le Havre                             | Myrtille Georges          | Myrtille Georges Céline Ghesquière           |
| 26.03.  | Fällanden                            | Amra Sadiković            | Xenia Knoll Amra Sadiković                   |
| 26.03.  | Ribeirão Preto                       | Gabriela Cé               | Gabriela Cé Carla Forte                      |
| 26.03.  | Puebla                               | Vanesa Furlanetto         | Ana Paula de la Peña Ivette López            |